# Cratere Lamèch
Lamèch è un cratere lunare di 12,41 km situato nella parte nord-orientale della faccia visibile della Luna.